# ابی فلاندر
ابی فلاندر (به انگلیسی: Abeille Flandre) یک کشتی است که طول آن ۶۳٫۴۵ متر (۲۰۸٫۲ فوت) می‌باشد.